# Безракетний космічний запуск
Безракетний космічний запуск це концепція запуску в космос де деяка частина або вся необхідна швидкість і висота забезпечується іншими засобами, а не з використанням ракет, або іншими типами ракет, що не є витратними. Було запропоновано ряд альтернативних методів в замін невідновлюваних ракет. В деяких системах на кшталт skyhook, rocket sled launch, rockoon і запуск з повітря, ракета є лише частиною системи, яка використовується для запуску на орбіту.
На сьогодні вартість запуску досить висока і становить — $2,500 — $15,000 на кілограм вантажу від Землі до низької навколоземної орбіти (ННО). В результаті, вартість запуску становить значний процент від вартості усіх космічних зусиль. Якби запуск можна було зробити дешевшим загальна вартість усіх космічних місій значно б зменшилася. На щастя, завдяки експоненціальній природі рівняння руху ракети, забезпечення навіть не великої швидкості іншими засобами має потенціал значно зменшити вартість запуску на орбіту.
Якби вартість запуску у космос становила сотні доларів на кілограм це зробило б можливим доставити у космос багато з запропонованих великомасштабних космічних проектів таких як колонізація космосу, орбітальна енергетична система та тераформування Марса за допомогою орбітальних дзеркал.

## Статичні структури
У цьому контексті, слово «статичний» передбачає, що система не має внутрішніх рухомих частин.

### Космічна вежа
Космічна вежа це така вежа яка могла б сягати відкритого космосу. Для того щоб уникнути необхідності мати транспортний засіб, запущеного на орбітальній швидкості щоб підняти його перигей, башта повинна підійматися над краєм космосу (вище 100 км лінії Кармана), але і набагато нижча вежа могла б зменшити атмосферний опір під час підйому. Якби вежа могла б дозволити пройти весь шлях до геосинхронної орбіти, що приблизно на висоті 36,000 км, або 22,369 миль, об'єкти випущені з такої висоти могли б залишати її з при мінімальній потужності і знаходилися б на круговій орбіті. Концепція про структурую яка б сягала геосинхронної орбіти вперше була запропонована Костянтином Ціолковським.
Оригінальна ідея висловлена Ціолковським передбачала компресійну структуру.
Було доведено, що побудова такої компресійної структури від Землі є нереалістичною задачею і не існувало матеріалу, який би забезпечив достатню міцність аби забезпечити такий тиск і втримати таку структуру в зазначених умовах.
Інші ідеї пропонують використовувати дуже високі компресійні вежі аби зменшити вимоги до ракетоносіїв. Апарат піднімається по вежі, яка може здійматися над атмосферою і запускається із верхньої частини. Вежа такої висоти, яка сягає ближніх космічних висот в 20 км (12 миля) була запропонована декількома дослідниками.
Висота обмежується матеріалами, якщо вежа звужується допустимі більш високі структури (якщо верхня частина вужча за нижню), але при доступних техніках будування, вартість збільшується експоненційно із збільшенням висоти конструкції.
Висота природних гір сягає 9 км. Станом на 2013, найвищою штучною спорудою є Бурдж Халіфа, що заввишки в 829.8 м. Вежа або інший висотний об'єкт міг би бути компонентом системи запуску, наприклад, базовою станцією для космічного ліфту або опорною конструкцією для дистальної частини електромагнітної катапульти або «ствола» космічної гармати.

## Розтяжні структури

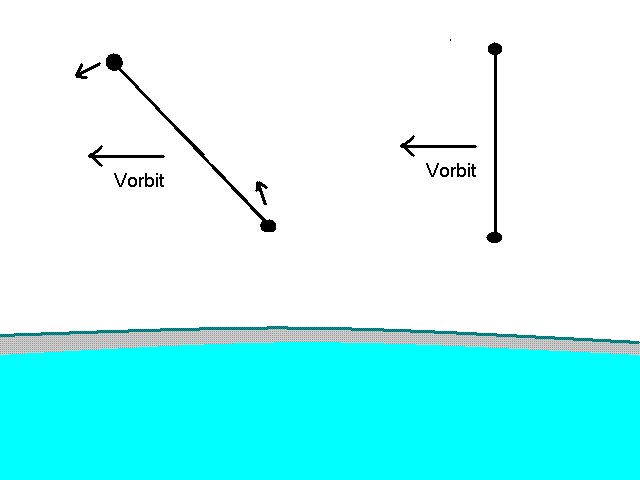
Обертові і не обертові системи skyhook на орбіті

Космічний ліфт складався б з кабелю прив'язаного до поверхні Землі і сягав би космосу.

Розтяжні структури для безракетного запуску пропонуються у вигляді довгих, дуже міцних тросів (космічна прив'язь — англ. Space tether) для запуску корисного навантаження у космос. Троси можуть використовуватися для одноразової зміни орбіти в космосі.
Орбітальний трос може бути жорстко закріпленим («космічним гачком») або обертатися. Вони можуть створюватися (в теорії) для підняття корисного навантаження, коли воно стаціонарне або гіперзвукове (має велику але не орбітальну швидкість).
Ендо-атмосферні троси можуть використовуватися аби передати кінетичну (енергію і момент) від великого звичайного літака (надзвукового) або іншої енергіях руху до менших аеродинамічних засобів, розганяючи їх до гіперзвукових швидкостей без використання екзотичних ракетних тягових систем.

### Skyhook
Skyhook це теоретичний клас структур орбітальної тросової тяги, що призначені підіймати вантажі на великі висоти і швидкості. Пропозиції щодо застосування систем Skyhooks передбачають створення тросів, які рухаються на гіперзвуковій швидкості для захоплення навантаження на великій швидкості або літаків на великій висоті і доставлення їх на орбіту.

### Космічний ліфт
Космічний ліфт це запропонований тип космічною транспортної системи. Її основним компонентом є кабель подібний до стрічки прикріпленій до поверхні і протяжний у космос на відстань, що сягає геосинхронної орбіти. При обертанні планети, відцентрова сила у верхньому кінці тросу протидіє гравітації і тримає кабель в натягнутому стані. Транспортний засіб таким чином може здійматися по кабелю і діставатися орбіти без використання ракетоносія.
Такий кабель може бути виконаний із будь-якого матеріалу який здатний підтримувати себе під натягом і при звуженні діаметру кабелю при наближенні до поверхні Землі. На Землі, з її відносно щільною атмосферою, сучасні технології не дозволяють створити такий матеріал для тросу, який був би достатньо міцним і легким. Із доступними матеріалами, співвідношення конусності було б дуже великим, що б збільшило загальну масу до великих значень, і зробило б такі матеріали фінансово не здійсненними. Однак, недавні концепції космічних елеваторів пропонують використовувати вуглецеві нанотрубки або нанотрубки нітриду бору як основні матеріали для конструкції троса. Вони мають високу встановлену міцність в порівнянні до їх лінійної густини. Вони дають надію, що космічний ліфт із основою на Землі може бути здійсненним.

## Динамічні структури

### Космічний фонтан

Дизайн космічного фонтану.

Космічний фонтан це запропонована форма космічного ліфту, яка не потребує аби конструкція знаходилася на геосинхронній орбіті, і не покладається в своїй основі на міцність для опори. На відміну від оригінального дизайну космічного ліфту (прив'язаного супутника), космічний фонтан це надзвичайно висока вежа, що тягнеться в гору від поверхні Землі. Оскільки така висока вежа не може підтримувати власну вагу із використанням традиційних матеріалів планується що ця вага буде підтримуватися наступним чином: усередині вежа буде порожня, всередині цієї порожнини знаходяться спеціальне гранульована речовина. Це речовина, після передачі їй кінетичної енергії, швидко рухається вгору від нижньої частини башти і передає цю енергію у верхній частині, після чого під впливом сили тяжіння падає назад, це буде утримувати башту від падіння.

### Орбітальне кільце

Орбітальне кільце.

Орбітальне кільце — концепція космічного ліфту, який складається з кільця, розташованого на низькій орбіті Землі, яке обертається трохи швидше орбітальної швидкості, і закріплюється до землі фіксованими прив'язками.
Перший дизайн орбітального кільця був запропонований A. Юницьким в 1982.
В 1982 Пол Бірш JBIS розробив проект системи орбітального кільця, кабелю, який розміщується довкола низької орбіти Землі, і обертається на швидкості трохи більшій за орбітальну. Не на орбіті, а поверх цього кільця, електромагнітним способом на надпровідних магнітах підтримуються кільцеві станції, які залишаються на одному місці над заданими точками на Землі. Вниз від цих станцій підвішені космічні ліфти зроблені із кабелів із високим співвідношенням міцності до маси. Бірш стверджував, що кільцеві станції, разом із закріпленими тросами, можуть прискорювати орбітальне кільце в східному напрямку, змушуючи його здійснювати прецесію довкола Землі. Якби було можливим зробити частоту прецесії достатньо великою — раз на день, із частотою обертання Землі — кільце буде «геостаціонарним» не потребуючи при тому розташовуватися на нормальній геостаціонарній висоті або навіть на екваторіальній площині.

### Пускова петля

Пускова петля (не в масштабі). Червона лінія — власне петля, блакитні лінії — стабілізаційні троси.

## Запуск метанням
За допомогою різного виду метальних пускових установок, пускова система надає великої швидкості на або близько рівня землі. Для того щоб досягти орбіти, снаряду необхідно надати достатньо додаткової швидкості аби проштовхнути його через атмосферу, якщо він не містить додаткової рушійної системи (такої як ракета).

### Електромагнітне прискорення
В електричних системах запуску використовується електромагнітна катапульта, рейкотрони, і гармати Гауса. Всі ці системи використовують ідею стаціонарної пускової доріжки, в якій використовується деякий різновид лінійного електричного двигуна для прискорення снаряда.

### Повітряний старт
При повітряному старті, літак носій доставляє космічний корабель на велику висоту і прискорює його перед звільненням. Ця техніка була використана на суборбітальних кораблях X-15 і SpaceshipOne, і для запуску орбітального ракетоносія Пегас.
Одним із недоліків є те, що літак носій мусить бути досить великим, а відділення у повітряному потоці на надзвукових швидкостях ніколи до цього не демонструвалося.

### Орбітальний літак

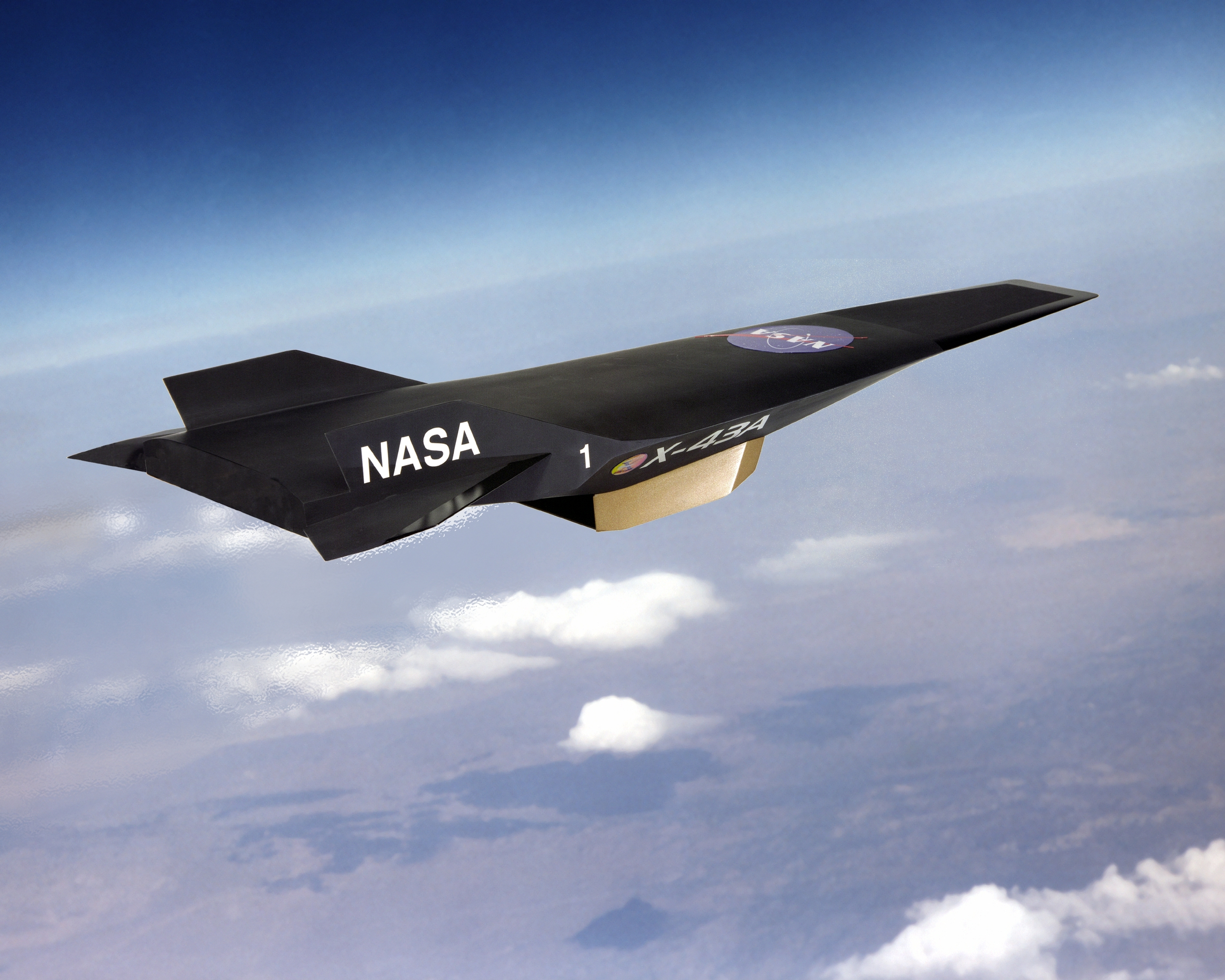
Boeing X-43 із закріпленим знизу двигуном scramjet.

Орбітальний літак це повітряний апарат розроблений для проходження краю космосу. Він поєднує в собі властивості літака із деякими властивостями космічного корабля. Зазвичай, це форма космічного корабля обладнаного аеродинамічними поверхнями, одним або декількома ракетними двигунами, і іноді додатковим повітряно-реактивним двигуном.
Перші орбітальні літаки створювалися для дослідження гіперзвукового польоту (наприклад, X-15).